# Jiří Homola (fyzik)
Jiří Homola (* 4. ledna 1965, Nové Město na Moravě) je český fyzik a vysokoškolský pedagog. Působí na Ústavu fotoniky a elektroniky Akademie věd České republiky, kde vede tým zabývající se výzkumem biosenzorů. Patří mezi nejcitovanější české vědce. Je členem Učené společnosti České republiky. Získal cenu Česká hlava. Je 1. místopředsedou vládní Rady pro výzkum, vývoj a inovace. Byl obviněn z nevhodného chování vůči podřízeným ženám, což popírá.

## Životopis
Vystudoval fyzikální inženýrství na Fakultě jaderné a fyzikálně inženýrské ČVUT v Praze (1983–1988). V roce 1993 dokončil vědeckou aspiranturu a obdržel vědeckou hodnost kandidát věd (CSc.) v oboru elektronika a vakuová technika. V letech 1997–2002 působil na University of Washington, Seattle v USA, od roku 2001 jako Research Associate Professor. Ve spolupráci s University of Washington pokračoval i po svém návratu do ČR; v letech 2009–2019 jako Affiliate Professor. Pedagogicky působil rovněž na University of Oulu ve Finsku (2009–2013), na Fakultě jaderné a fyzikálně inženýrské ČVUT v Praze (od 2007) a na Matematicko-fyzikální fakultě Univerzity Karlovy v Praze (od 2009). Na Univerzitě Karlově v Praze byl jmenován docentem (2009) a profesorem (2014) v oboru fyzika – kvantová optika a optoelektronika. V roce 2009 získal vědecký titul doktor věd (DSc.) v oboru elektrotechnika, elektronika, optoelektronika a fotonika.
V Ústavu fotoniky a elektroniky Akademie věd České republiky vede výzkumný tým, který se zabývá výzkumem a vývojem biosenzorů.
V letech 2012–2021 byl ředitelem Ústavu fotoniky a elektroniky Akademie věd České republiky. V roce 2024 kandidoval na předsedu AV ČR, ale nakonec z volby odstoupil.
Je editorem dvou monografií, autorem více než 170 článků ve vědeckých časopisech a 11 patentů. Patří mezi nejcitovanější české vědce. Jeho vědecké práce byly citovány více než 22 000krát; hodnota jeho Hirschova indexu je 63 (březen 2024, Web of Science). V letech 2020 a 2022 byl uveden ve Stanfordském celosvětovém seznamu mezi 2 % nejcitovanějších vědců, kde patřil mezi prvních 10 vědců působících v ČR.
Jiří Homola se podílí na činnosti řady odborných orgánů. Je členem vědecké rady Vysoké školy chemicko-technologické v Praze (od 2024); působil rovněž ve vědecké radě Českého vysokého učení technického v Praze (2018–2022). V letech 2015–2017 byl členem odborného panelu ERC Starting Grant. Působí jako Associate Editor v časopisu Biosensors and Bioelectronics (Elsevier).
V letech 2021–2025 byl členem Akademické rady Akademie věd České republiky, kde je odpovědný za přípravu hodnocení výzkumné a odborné činnosti pracovišť Akademie věd České republiky a agendu Open Science (Otevřená věda). V roce 2022 byl jmenován 1. místopředsedou Rady pro výzkum, vývoj a inovace, odborného a poradního orgánu vlády České republiky, kde se věnuje především agendě rozpočtu na výzkum, vývoj a inovace.
Zvažoval také kandidaturu na post předsedy Akademie věd ČR, ale v důsledku kauzy milostných afér s podřízenými nakonec nekandidoval a počátkem roku 2025 před akademickým sněmem neobhájil ani svou pozici v Akademické radě.

## Ocenění
- 2003 – Prémie Otto Wichterleho
- 2006 – Roche Prize for Sensor Technology
- 2009 – Česká hlava v kategorii Invence
- 2011 – Akademická prémie AV ČR
- 2012 – Fellow International Society for Optical Engineering (SPIE)
- 2014 – Cena ministra školství, mládeže a tělovýchovy za mimořádné výsledky výzkumu, experimentálního vývoje a inovací
- 2015 – člen Učené společnosti České republiky